# Несторианский крест

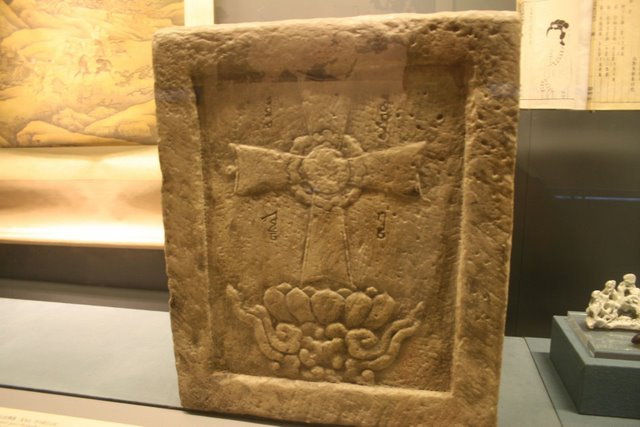
Каменный резной несторианский крест династии Юань из района Фаншань, Пекин (тогда назывался Ханбалык)

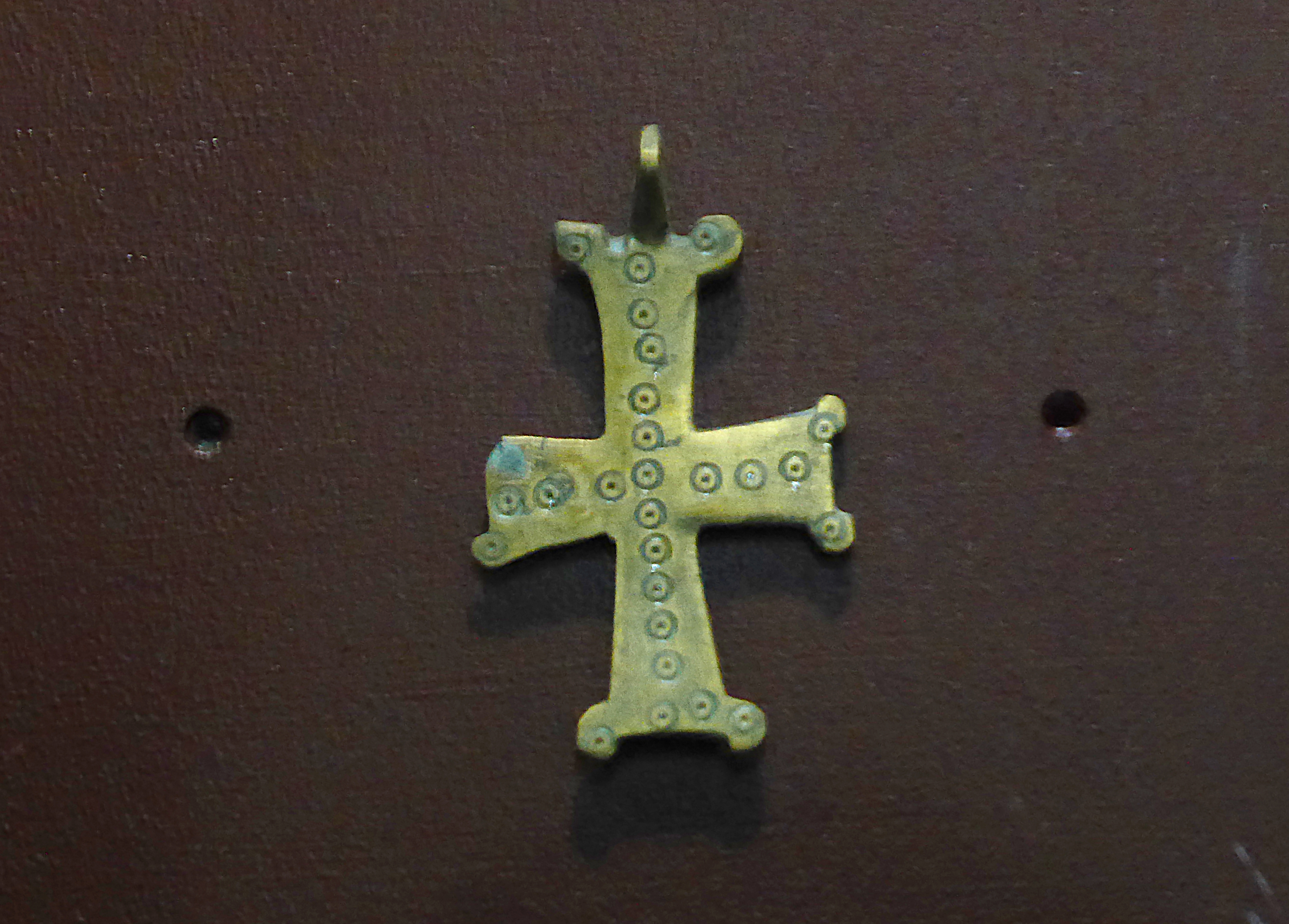
Несторианский крест в Марыйском музее, Туркменистан

Несторианский крест ассоциируется с Церковью Востока. Он состоит из креста, похожего на мальтийский крест, с тремя точками, выстилающими левую поперечную полоску; три точки, выстилающей правую; две точки, выстилающей верхнюю полосу, и одну точку на нижней полосе. Эти девять точек представляют девять порядков служения внутри церкви. Между двумя точками на верхней полосе — корона с тремя зубцами, представляющими Троицу.
В восточнохристианском искусстве, найденном на могилах в Китае, эти кресты иногда упрощаются и изображаются, как покоятся на цветке лотоса или на стилизованном облаке.

## Галерея

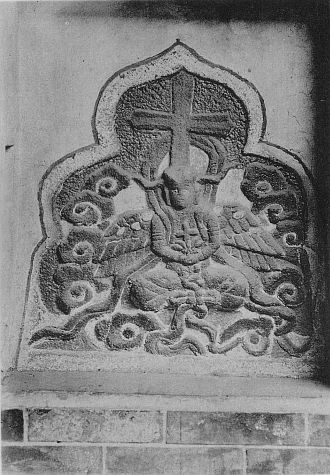
Несторианская надгробная плита
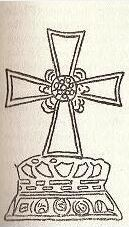
Несторианский крест из Китая
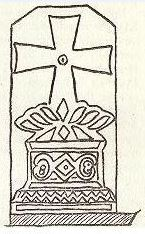
Несторианский крест из Китая
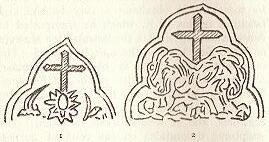
Несторианские кресты из Китая
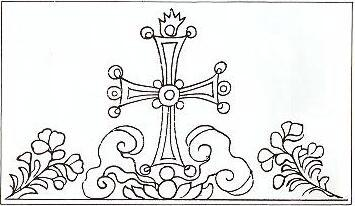
Крест из несторианской стелы
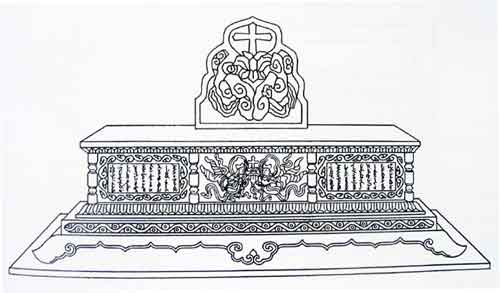
На могиле несторианского алтаря изображён каменный могильный знак с символом креста на его плоской вершине
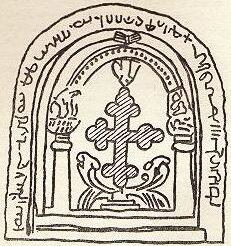
Христианский крест святого Фомы из Индии
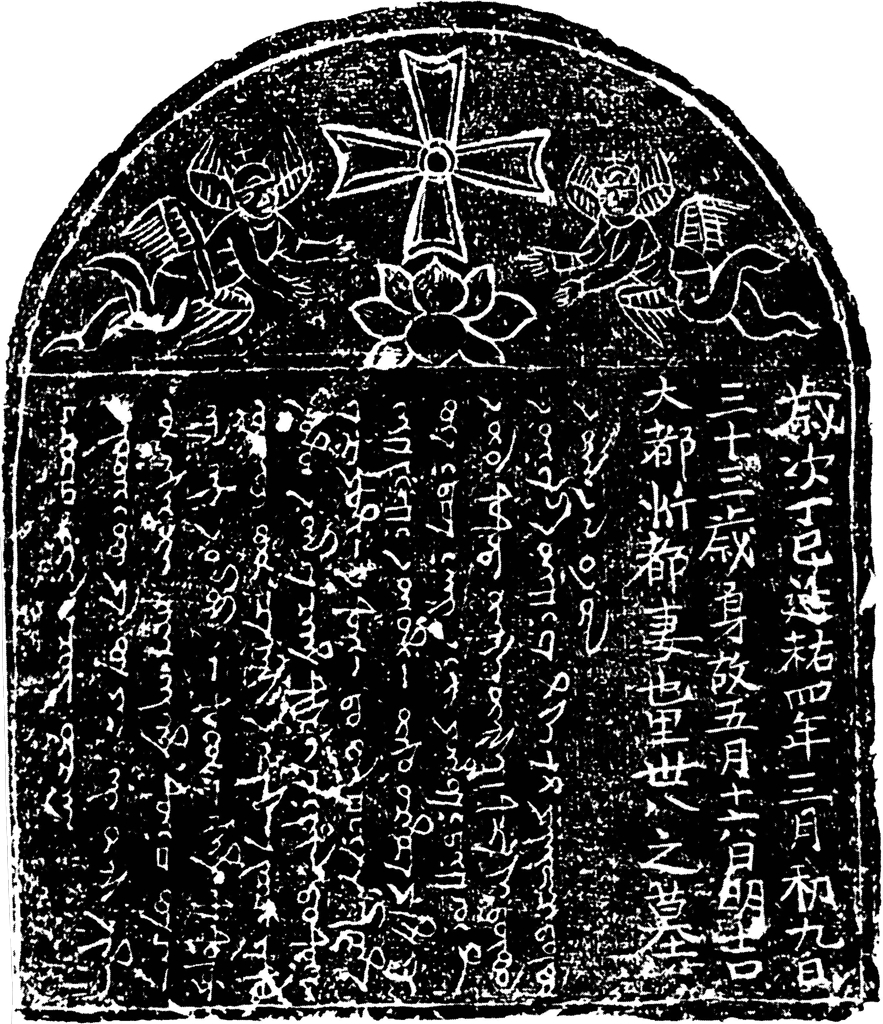
Несторианская надгробная плита с символом креста на лотосе
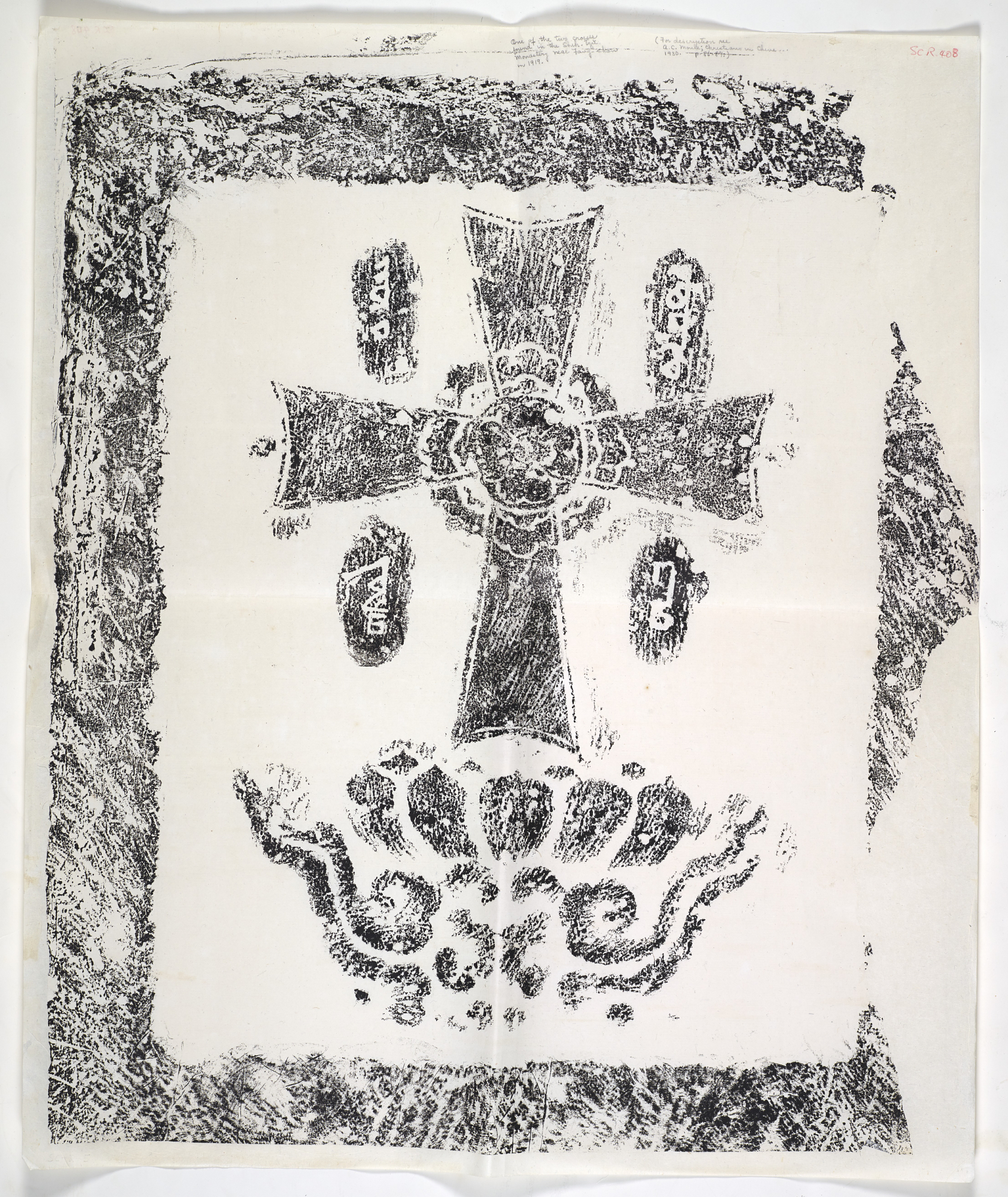
Остатки несторианского креста
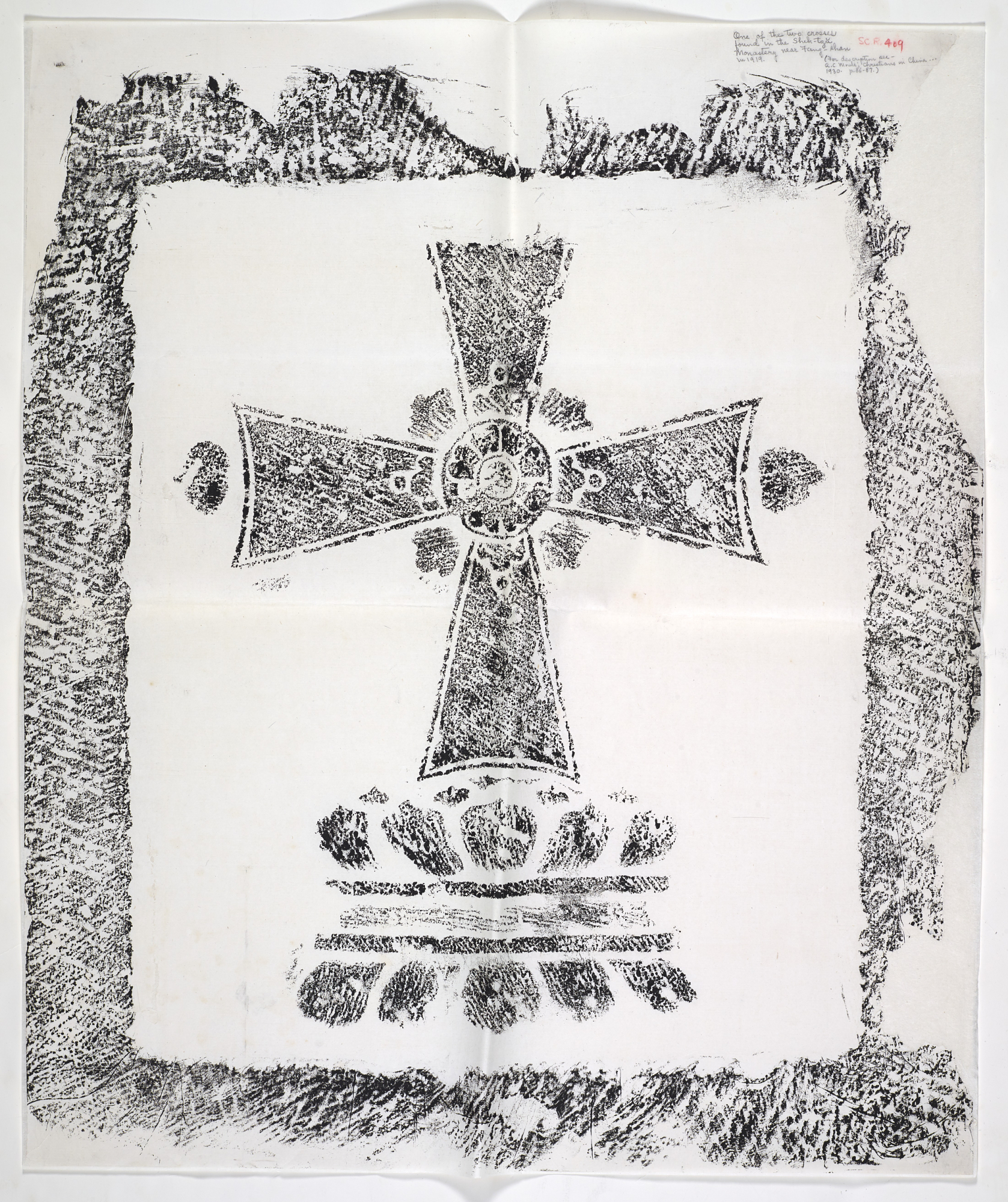
Остатки несторианского креста в Крестном храме
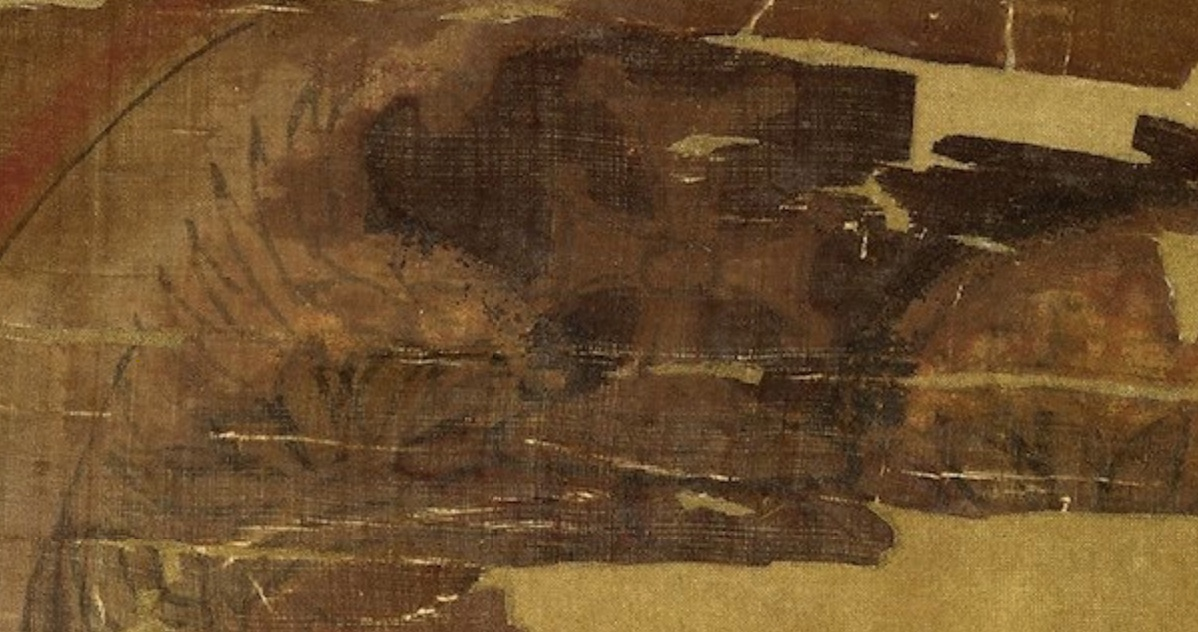
Крест на головном уборе христианской фигуры, деталь картины несторианской христианской фигуры, IX в.
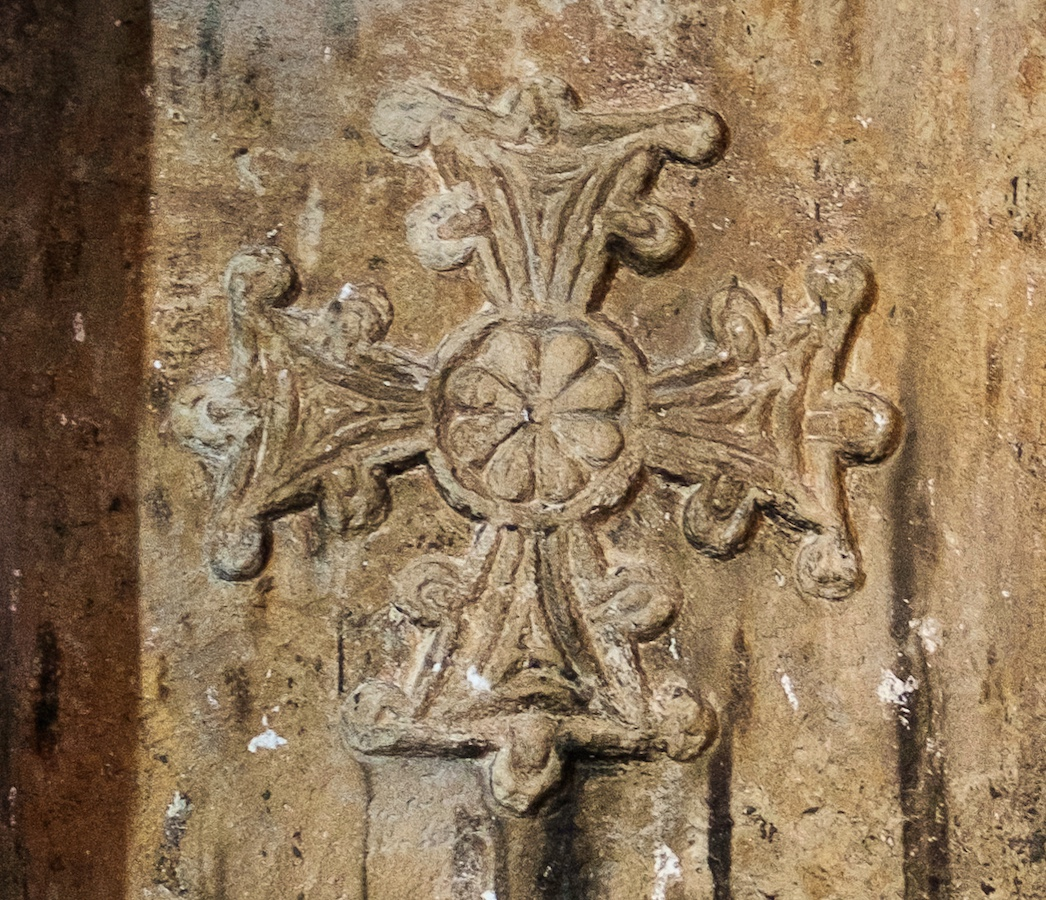
Рельеф креста в монастыре Раббана Хормизда